# Ankō Itosu
(Yasutsune) Ankō „Kensei” Itosu (jap. 糸洲安恒 Itosu Ankō; 1831–1915) – jeden z największych mistrzów sztuki walki karate-dō w historii. Uczeń wybitnego mistrza Sōkona Matsumury (1792-1887), twórcy stylu shōrin-ryū, przyjaciel Ankō Azato.

## Życiorys
Niewysoki, o dużej, okrągłej klatce piersiowej, długich wąsach i bardzo silnych ramionach (był w stanie jedną ręką zmiażdżyć gruby bambus).
W 1892 r., kurator oświaty Shintarō Ogawa zaprosił mistrza Itosu na zebranie z dyrektorami szkół. „Kensei” i jego uczniowie dali wówczas pokaz karate. Mistrz postanowił również napisać list, gdzie zawarł 10 głównych zasad nauczania karate i wysłał go do Władz Edukacyjnych Prefektury Okinawa. Władze dostrzegły zalety tej sztuki walki i została ona włączona do programu kilku szkół wyższych na Okinawie jako lekcje kultury fizycznej.
Itosu uprościł starą formę kushanku i stworzył cykl kata pinan. Od 1904 do 1907 r. powstało 5 form o rosnącym poziomie trudności, które po dziś dzień mają fundamentalne znaczenie dla rozwoju każdego adepta karate.
Ankō Itosu nauczał wielu wybitnych mistrzów karate, m.in.: Chōki Motobu, Kenwa Mabuni, Kentsu Yabu, Gichin Funakoshi oraz Chōshin Chibana.